# Lauras Stern und der geheimnisvolle Drache Nian
Lauras Stern und der geheimnisvolle Drache Nian ist ein computeranimierter Trickfilm, der am 24. September 2009 in den deutschen Kinos anlief. Die Produktion ist eine deutsch-chinesische Coproduktion von Warner Bros. Entertainment GmbH und der 3D Animagics Entertainment Co. Ltd. – Shanghai Media Group, der Film ist im Verleih von Warner.
Vier Monate nach dem deutschen Start, zum chinesischen Neujahrs- und Familienfest, war der geplante chinesische Kinostart.

## Handlung
Die Handlung des Filmes basiert auf den Figuren der Kinderbuchreihe Lauras Stern von Klaus Baumgart. Es ist der zweite Kinofilm über die kleine Laura und ihren Stern. Diesmal spielt die Handlung in China.
Laura reist mit ihrer Familie nach China, da ihre Mutter zum chinesischen Neujahrsfest gemeinsam mit chinesischen Musikern auf ihrem Cello ein sehr wichtiges Konzert geben wird. Der Stern sowie einige Kuscheltiere begleiten Laura und ihren Bruder auf die Reise. Am Flughafen befürchtet der Stern jedoch die Entdeckung durch die Gepäckkontrolle und beschließt, dem Flugzeug zu folgen. Der Stern gerät in eine mysteriöse schwarze Wolke, stürzt ab und wird vom chinesischen Mädchen Ling-Ling gefunden und in die chinesische Großstadt gebracht.
Eine fliegende Roboterkatze bringt den Stern und das Mädchen Ling-Ling in das Konzertgebäude, wo der Stern ein Drachenkostüm mit Sternstaub zum Leben erweckt. Dieser Drache Nian frisst gern Neujahrskekse und kann fliegen. Bei Nachtflügen erkunden die Mädchen mit ihren ungewöhnlichen Fluggeräten – die eine per Stern, die andere auf ihrem Drachen – ein rötlich-golden schimmerndes Peking. Eine schwarze Wolke droht den netten Drachen Nian in einen fiesen Drachen zu verwandeln und die gesamte Welt zu verdunkeln. Am Ende sorgt das Leuchten von Lauras Stern sowie das einsetzende Neujahrsfeuerwerk dafür, dass der dunkle Schatten vertrieben werden kann.

## Animationstechnik und Produktion
Um den Bilderbuch-Charme des ersten Kinofilms, der in 2D-Technik produziert war, zu bewahren und dennoch die Möglichkeiten der digitalen 3D-Technik zu nutzen, wurde der teilweise auch bei Anime-Produktionen verwendete, speziell entwickelte Toon Shader eingesetzt. Dadurch werden die 3D-Bilder zu 2D-Bildern transformiert. An dem Film wurde in fünf Studios von 200 Personen gearbeitet. Vom Film entstanden 45 Minuten in China, 7 Minuten in Indien und 23 Minuten in Deutschland (basierend auf 75 Minuten Gesamtlänge).

## Musik
Musik spielt eine wichtige Rolle in dem Film, auch musikalisch wird der Kampf gegen die Finsternis in und rund um die chinesische Oper musikalisch dargestellt. Die Komponisten und Musiker Henning Lohner der Hans-Zimmer-Schule, der Belgier Guy Cuyvers, sowie ein Cellist und eine Pipa-Spielerin wurden für den Film engagiert. Für den renommierten Pianisten Lang Lang komponierte Frank Federsel insgesamt 13 Minuten Klaviermusik.

## Kritiken
Laut Die Welt ist der Film mit viel Aufwand und prachtvoll animiert. Der Zeichenstil erinnere an Animes und sei von Filmen wie Chihiros Reise ins Zauberland beeinflusst. Die Rheinische Post schreibt von einer stimmigen Verbindung von schönen Animationen und Musik verbunden und „sphärischen Klänge des Komponisten Frank Federsel, eingespielt von dem jungen Starpianisten Lang Lang“.
Das Hamburger Abendblatt urteilt über die Wahl der Rothkirchs, die Geschichte in China anzusiedeln, als durchaus gewagt; das ferne Land mute doch vielen Kindern allzu fremd an. Somit ziehe dieses Laura-Abenteuer wohl nicht alle kleinen Fans der sonst mit sehr alltäglichen Problemen kämpfenden Heldin in seinen Bann.
Die Welt beschreibt, wie der Film durch die zweite Hauptrolle für das chinesische Mädchen Ling-Ling für den chinesischen Markt produziert wurde. Es sei notwendig, eine starke chinesische Mädchengestalt in das Universum von „Lauras Stern“ als Vorbild für die Zuschauer in China einzuarbeiten. Ambitioniertes Ziel sei es, um Ling-Ling und den Drachen Nian für eine eigene Serie zu formen, da es daran in China an wirklichen Cartoonfilm-Stars mangele. Sichtbares Zeichen für den Einfluss des chinesischen Marktes ist z. B. auch die Tatsache, dass alle Schrift im Film chinesische Schriftzeichen sind (z. B. auf den Postern in Lauras Kinderzimmer).
Die Deutsche Film- und Medienbewertung FBW in Wiesbaden verlieh dem Film das Prädikat besonders wertvoll.

## Filmförderung
Der Film wurde von den folgenden Institutionen gefördert:
- Filmstiftung Nordrhein-Westfalen
- Medienboard Berlin-Brandenburg
- Filmförderungsanstalt
- Filmförderung Hamburg Schleswig-Holstein
- MDM Mitteldeutsche Medienförderung
- Deutsche Filmförderfonds

## Fortsetzung
Am 13. Oktober 2011 kam der Film Lauras Stern und die Traummonster in 3D in die Kinos.